# 周朝抵抗玁狁荊蠻之戰
周朝抵抗玁狁荊蠻之戰，是指西周在共和二年（前840年）抵御玁狁、荊蠻的戰爭。今本竹書紀年记载这次战争在厉王十四年，厉王十三年记载共伯和攝行天子事。為共和元年（前841年）。
前842年，国人暴动，周厉王逃到彘。召穆公把儿子假作太子静献出，被国人杀死。召穆公、周定公辅佐太子静到成周（今河南省洛阳市）。前841年，公卿诸侯推举共伯和在宗周（今陕西省西安市）攝行天子事。前840年，玁狁、荊蠻趁乱侵扰西周，玁狁侵入宗周西鄙。召穆公帥军追击荊蠻，追到洛。